# 2009 au Népal
Cet article présente les faits marquants de l'année 2009 au Népal.

## Évènements
- Dimanche 4 janvier 2009 : au moins 35 personnes sont portées disparues dans le naufrage d'un ferry sur un fleuve de l'est du pays.

- Samedi 14 mars 2009 : la police  a ouvert le feu sur des manifestants du groupe ethnique tharu qui venaient d'attaquer une patrouille à Dang, une ville située à environ 320 km au sud-est de Katmandou,  tuant au moins deux personnes. 8 policiers ont été blessés lors de l'attaque de leur patrouille survenue peu après minuit dans les rues de cette localité. Les Tharus réclament des droits élargis et un État autonome dans le cadre de la nouvelle Constitution actuellement rédigée par l'Assemblée constituante du pays.Ram Baran Yadav(août 2008)Prachanda(mars 2009)

- Dimanche 3 mai 2009 :

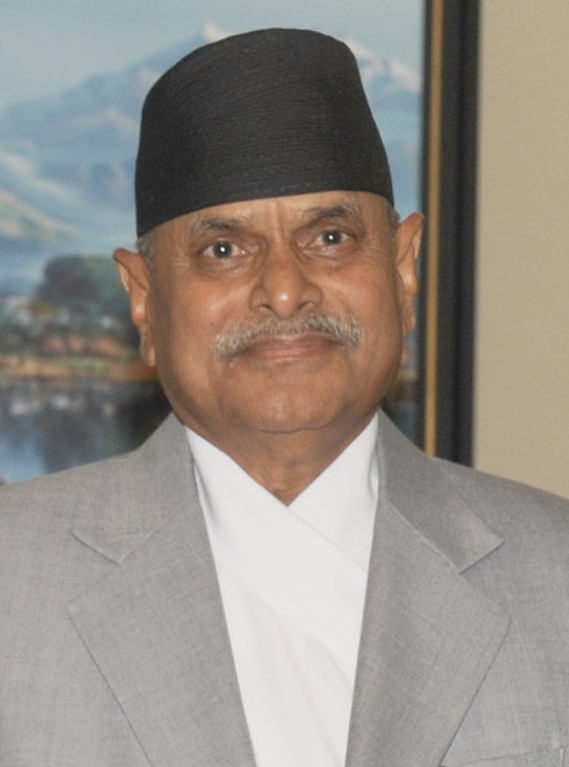
Ram Baran Yadav(août 2008)

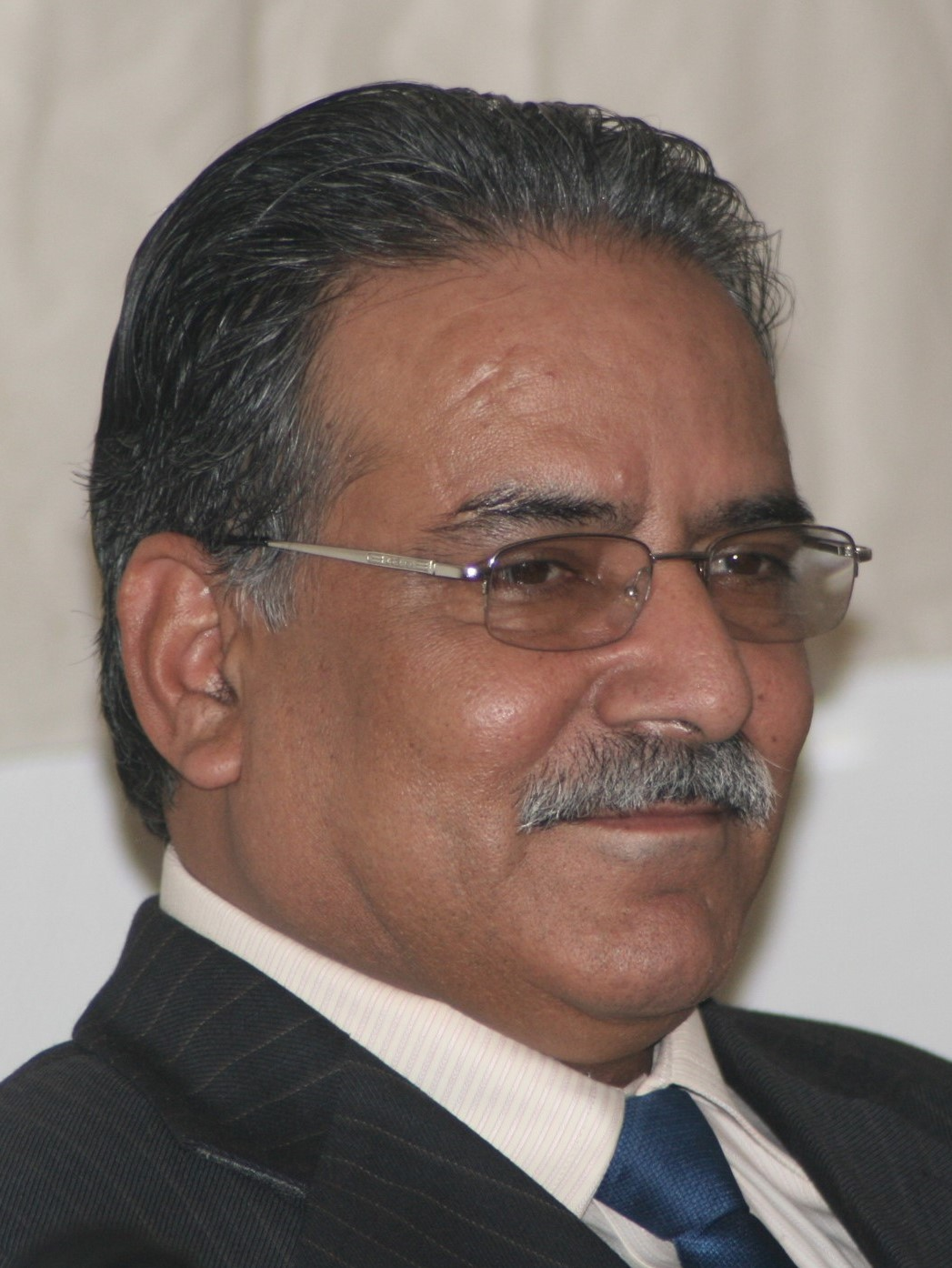
Prachanda(mars 2009)

  - Le gouvernement maoïste limoge pour insubordination le chef de l'armée de terre, le général Roop Mangud Katawal, qui devait prendre sa retraite dans quatre mois, en l'accusant d'avoir désobéi à leurs instructions, sans prendre en compte les objections des partis d'opposition et de certains de leurs alliés dont les communistes. Il a été remplacé par le numéro deux de l'armée. Les relations des anciens rebelles maoïstes avec l'armée, qu'ils avaient combattue pendant la décennie de guerre civile, demeurent tendues depuis qu'ils sont arrivés au pouvoir, après l'élection de l'Assemblée constituante l'an dernier, principalement parce que l'armée a refusé d'intégrer les milliers d'anciens combattants de la guérilla maoïste — ce que prévoyait l'accord de paix — et actuellement cantonnés dans des camps supervisés par l'ONU.
  - Le premier ministre du gouvernement népalais, l'ancien rebelle maoïste Prachanda, annonce sa démission sur fond de bras de fer avec le président, Ram Baran Yadav, au sujet du limogeage du chef de l'armée.

- Dimanche 11 mai 2009 :
  - Des heurts se sont produits dans la capitale Katmandou entre policiers et manifestants maoïstes qui soutiennent leur leader Pushpa Kamal Dahal, dit Prachanda (« Le redoutable »), après sa démission il y a une semaine. La police anti-émeute a dispersé à coups de matraques quelque 400 manifestants maoïstes qui tentaient de se diriger vers le bureau du président népalais.
  - Un groupe d'une vingtaine de partis tentent de former un nouveau gouvernement. Parmi eux figurent le Congrès népalais et l'UML de centre-gauche, respectivement deuxième et troisième partis en nombre de députés au Parlement. Mais ils ne peuvent former une majorité sans les maoïstes.

- Jeudi 21 mai 2009 : Le Département népalais d'alpinisme annonce qu'un sherpa de 48 ans a battu son propre record du plus grand nombre d'ascensions de l'Everest en parvenant à gravir pour la 19e fois le plus haut sommet du monde culminant à 8 849 m d'altitude et y est resté une demi-heure avant de retourner au camp de base. Il avait réalisé sa première ascension de l'Everest le 10 mai 1990. Il a dédié ce nouvel exploit à la protection de l'environnement et a déployé au sommet une banderole sur laquelle était écrit : « Stop au changement climatique, laissons vivre l'Himalaya ».

- Samedi 23 mai 2009 : Attentat à la bombe contre une église de Katmandou, faisant 2 morts — une adolescente de 14 ans et une femme de 30 ans — et 15 blessés.

- Vendredi 26 juin 2009 : Selon la police, les rapts avec libération contre rançon sont devenus une véritable industrie régie par l'omerta. La découverte cette semaine du corps décapité d'une lycéenne de 17 ans, qui avait été enlevée le 5 juin à Katmandou, a semé la panique au Népal. Cette pratique avait été mise en œuvre entre 1996 et 2006 par les rebelles maoïstes devenus coutumiers des kidnappings et extorsions de fonds, mais ces drames se terminent aujourd'hui de plus en plus souvent par la mort des victimes et leur fréquence s'accélère. Les criminels visent surtout les classes moyennes urbaines qui ont de l'argent mais pas de réseaux de protection dans la politique, l'armée ou la police. Les Marwaris, un groupe ethnique originaire de l'Inde voisine et réputé dans le négoce et le commerce, sont particulièrement ciblés par les gangs[1].